# ハイイロギツネ
ハイイロギツネ（Urocyon cinereoargenteus）は、イヌ科ハイイロギツネ属に分類される食肉類である。

## 分布
アメリカ合衆国、エルサルバドル、カナダ南部、グアテマラ、コスタリカ、コロンビア、ニカラグア、パナマ、ベネズエラ北部、ベリーズ、ホンジュラス、メキシコ

## 形態
体長52-73cm。尾長27-45cm。体重2.5-8.6kg。背面に灰色の体毛で被われ、正中線周辺は黒い。頸部側面や前肢の一部は赤褐色や黄褐色の体毛で被われる。尾長の1/3から半分に達する臭腺（尾腺）がある。尾の正中線や先端は黒い体毛で被われる。

## 生態
森林、草原、岩場などの様々な環境に生息する。夜行性で、昼間は岩の隙間、樹洞などで休む。最大600ヘクタールの行動圏内で生活する。前肢で木を抱え込み後肢を押しつけながら木に登ることができ、樹上でも活動する。
食性は雑食で、昆虫、鳥類、小型哺乳類、動物の死骸、果実などを食べる。
繁殖形態は胎生。妊娠期間は53-63日。1回に1-7頭（主に4頭）の幼獣を産む。

## 画像

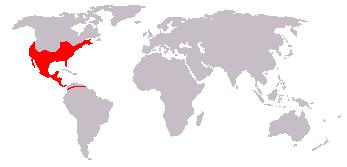
分布
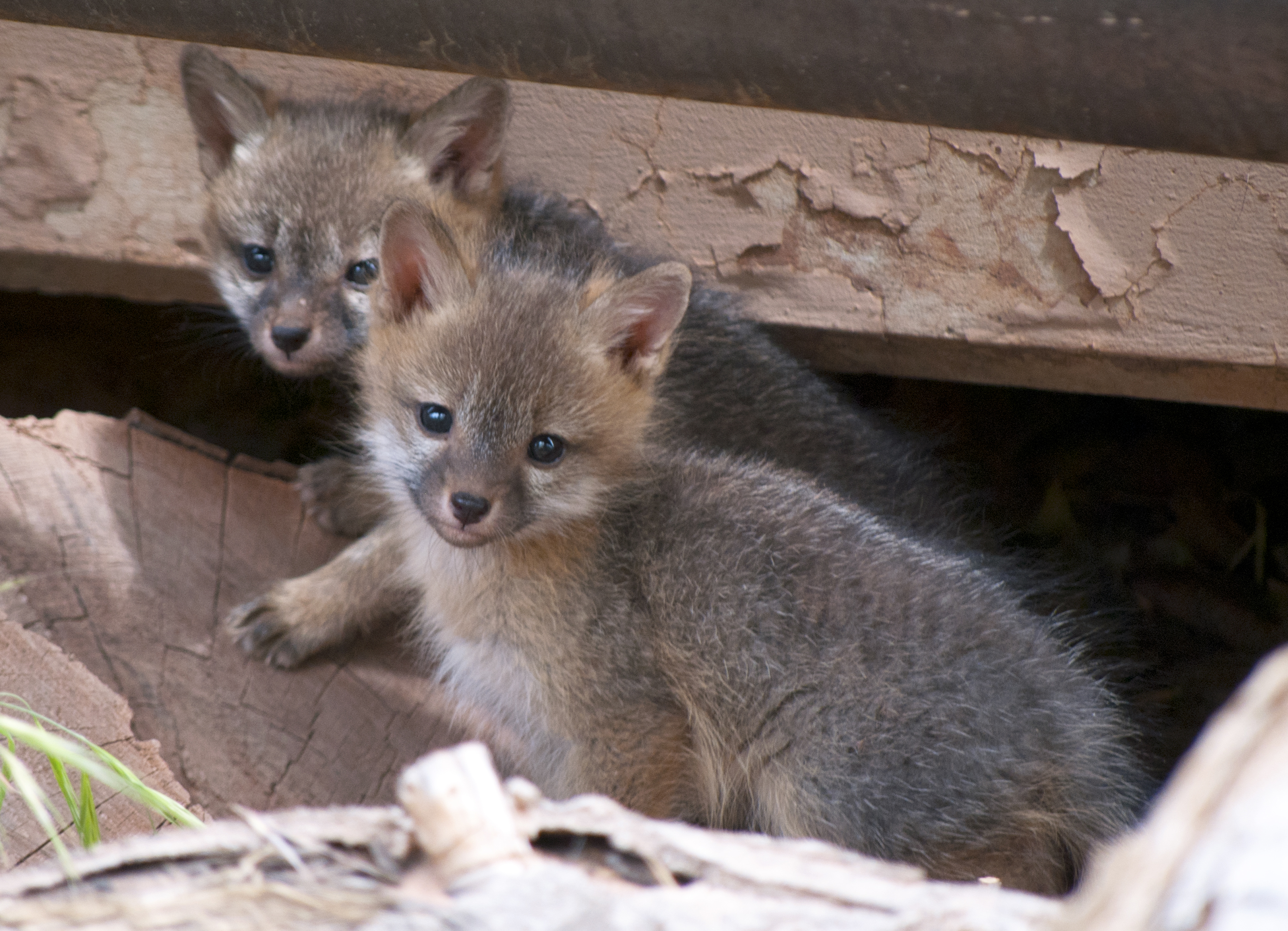
仔狐
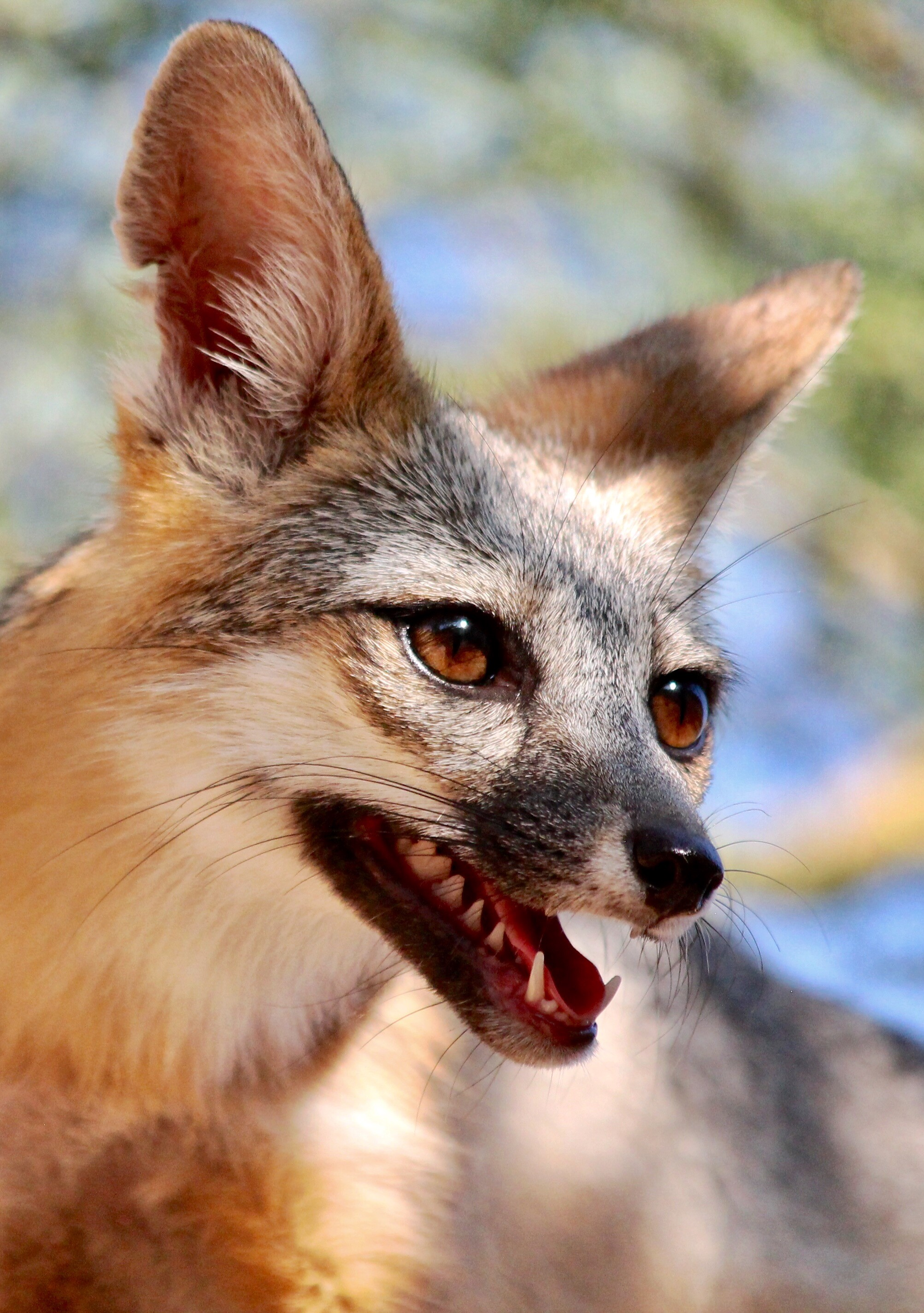
頭部
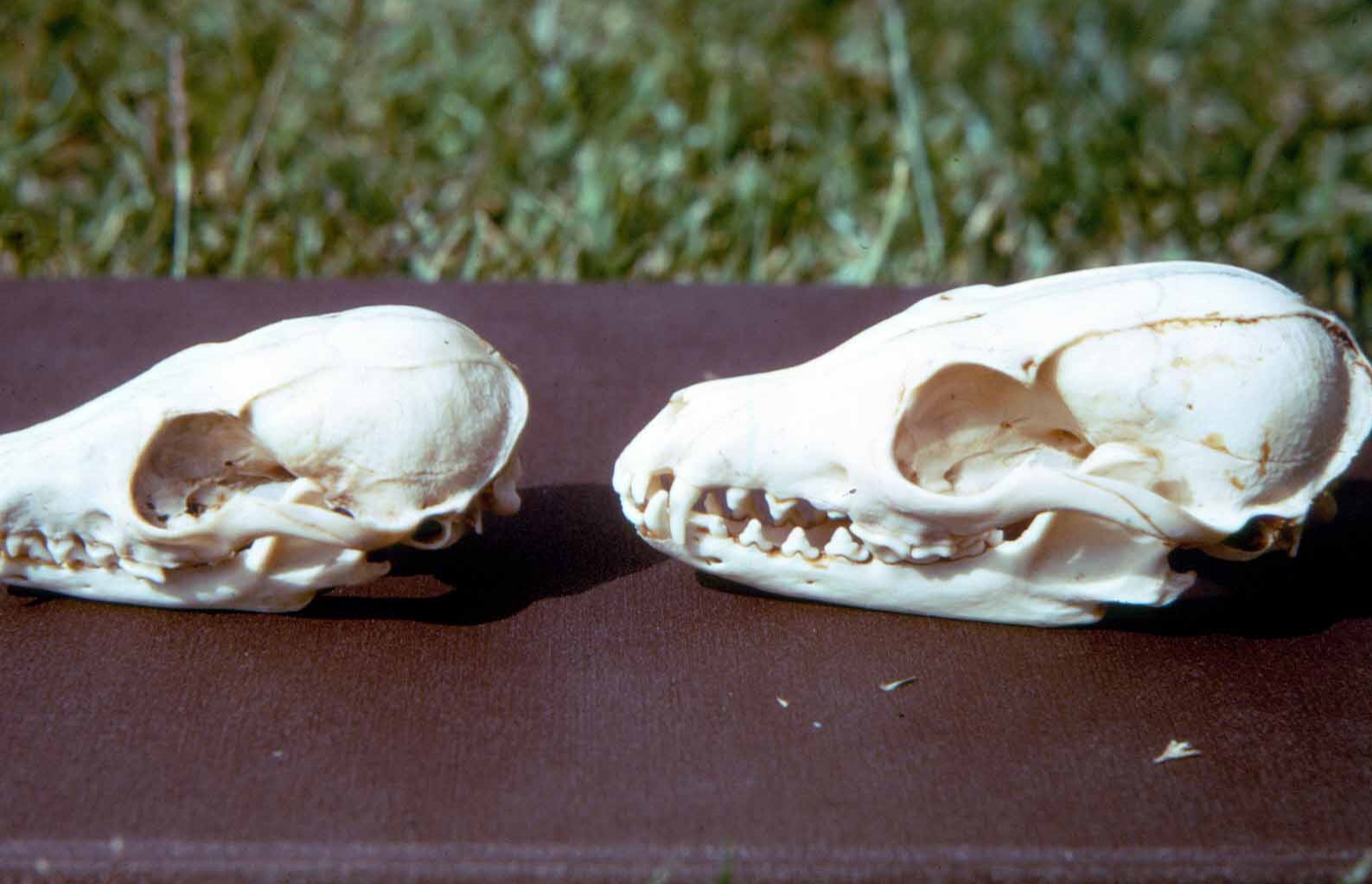
頭骨